# Jean-Michel Larqué
Jean-Michel Larqué (* 8. září 1947 Bizanos) je bývalý francouzský fotbalista, záložník. Po skončení aktivní kariéry působil jako trenér, novinář, sportovní komentátor a rozhlasový moderátor.

## Fotbalová kariéra
Ve francouzské lize hrál za AS Saint-Étienne a Paris Saint-Germain FC, nastoupil ve 343 ligových utkáních, dal 78 gólů a s AS Saint-Étienne získal sedm mistrovských titulů a tři vítězství v poháru. V Poháru mistrů evropských zemí nastoupil ve 27 utkáních a dal 7 gólů a v Poháru UEFA nastoupil ve 2 utkáních. Za reprezentaci Francie nastoupil v letech 1969-1976 ve 14 utkáních a dal 2 góly. Byl členem francouzské reprezentace na LOH 1968 v Mexiku, nastoupil ve 4 utkáních.

## Ligová bilance
| Ročník            | Zápasy | Góly | Klub                   |
| ----------------- | ------ | ---- | ---------------------- |
| Ligue 1 1965/1966 | 4      | 0    | AS Saint-Étienne       |
| Ligue 1 1966/1967 | 22     | 7    | AS Saint-Étienne       |
| Ligue 1 1967/1968 | 21     | 5    | AS Saint-Étienne       |
| Ligue 1 1968/1969 | 19     | 2    | AS Saint-Étienne       |
| Ligue 1 1969/1970 | 28     | 9    | AS Saint-Étienne       |
| Ligue 1 1970/1971 | 33     | 7    | AS Saint-Étienne       |
| Ligue 1 1971/1972 | 38     | 13   | AS Saint-Étienne       |
| Ligue 1 1972/1973 | 36     | 12   | AS Saint-Étienne       |
| Ligue 1 1973/1974 | 33     | 7    | AS Saint-Étienne       |
| Ligue 1 1974/1975 | 336    | 9    | AS Saint-Étienne       |
| Ligue 1 1975/1976 | 32     | 5    | AS Saint-Étienne       |
| Ligue 1 1976/1977 | 22     | 2    | AS Saint-Étienne       |
| Ligue 1 1977/1978 | 5      | 0    | Paris Saint-Germain FC |
| Ligue 1 1978/1979 | 17     | 0    | Paris Saint-Germain FC |
| CELKEM Ligue 1    | 343    | 78   |                        |